# تد پیترز

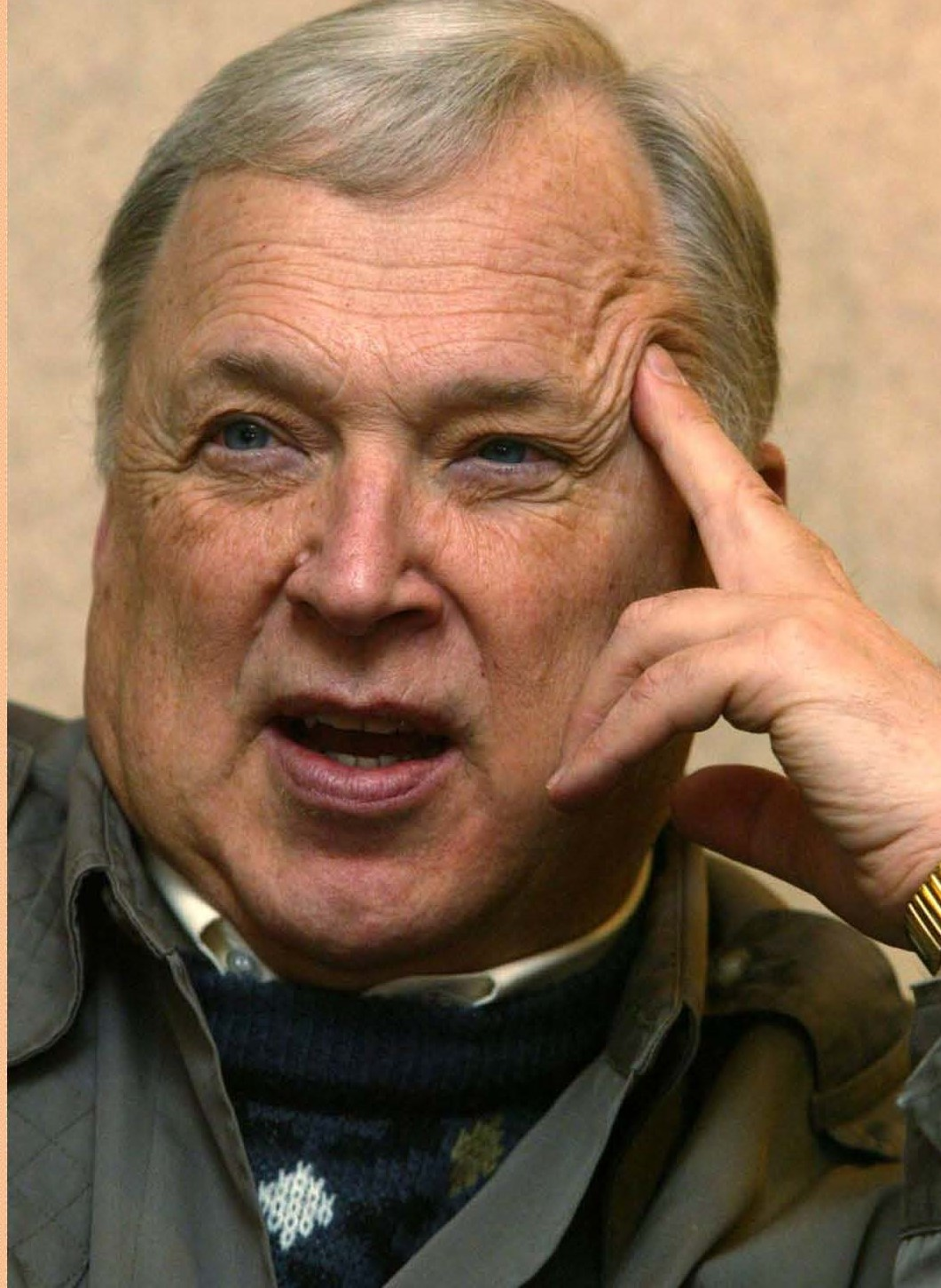
نگارهٔ تد پیترز، استاد الهیات آیین مسیحی - ۲۰۲۰

تد پیترز (متولد ۱۹۴۱) یک الهی‌دانِ لوتری و استاد الهیات سیستماتیک در حوزه علمیه الهیات لوتری اقیانوس آرام است. علاوه بر این، او نویسنده و ویراستاری پُرکار و مشهور در زمینهٔ الهیات مسیحی و لوتری در جهان مدرن است. او همچنین سردبیری نشریهٔ «گفتگو» (Dialog) که فصلنامه‌ای علمی-دانشگاهی در زمینهٔ الهیات مدرن و پست مدرن است، را برعهده داشته و به عنوان یکی از سردبیرهای نشریهٔ الهیات و علم اشتغال دارد. پیترز مدرک کارشناسی خود را از دانشگاه ایالتی میشیگان، مدرک حوزوی خود را از حوزه علمیه تثلیث لوتری و کارشناسی ارشد و دکترای خود را از دانشگاه شیکاگو دریافت کرده‌است.

## آثار
- تکامل شر؛ ویراست مشترک با گی‌مُن بنت، مارتینز جی. هیولت، رابرت جان راسل (۲۰۰۸).
- سلول‌های مقدس؟ چرا مسیحیان باید از تحقیقات سلول‌های بنیادی حمایت کنند'؛ با همکاری کارن لباکز و گی‌مُن بنت (۲۰۰۸)
- تکامل حیات زمینی و فرازمینی: خدا کجای جهان است؟'  (۲۰۰۸)
- بحث در باب سلول‌های بنیادی (۲۰۰۷)
- پیش بینی امگا (۲۰۰۶)
- آیا می‌توانید همزمان به خدا و تکامل باورمند باشید؟ راهنمایی برای حیرت‌زدگان'؛ با همکاری مارتینز هیولت(۲۰۰۶)
- هدیه‌ای از روی فضل: آیندهٔ الهیات لوتری؛ (ویرایشگر) با همکاری نیلس هنریک گرگرسن و بو حُلم (۲۰۰۴)
- تکامل از خلقت به خلقت جدید: تعارض، گفتگو و همگرایی؛ با همکاری مارتینز هیولت (۲۰۰۳)
- خدا، زندگی و کیهان: از چشم‌اندازهای مسیحی و اسلامی؛ (ویرایشگر) با همکاری مظفر اقبال و سید نعمان الحق (۲۰۰۳)
- پل زدن میان علم و دین؛ '(ویرایشگر) با همکاری گی‌مُن بنت (۲۰۰۳)
- علم و الهیات: هم‌سازیِ جدید؛ (ویرایشگر) (۱۹۹۹)
- به عشق کودکان: فناوری ژنتیک و آینده خانواده '(۱۹۹۶)
- بازی در نقش خدا: جبرگرایی ژنتیک و آزادی و اختیار بشر؛ (1996, 2nd edition ۲۰۰۲)
- گناه: شرّ اساسی در روح و جامعه (۱۹۹۴)
- خدا به مثابه سه‌گانه: نسبیت و زمان‌مندی در زندگی الهی '(۱۹۹۳)
- به سوی یک الهیات طبیعت: مقالاتی در باب علم و ایمان؛ با همکاری ولفهارت پاننبرگ (۱۹۹۳)
- خدا - آیندهٔ جهان (1992, 2nd edition 2002, 3rd edition ۲۰۱۶)
- 'خودِ کیهانی (۱۹۹۰)
- کیهان به عنوان مخلوق (۱۹۸۹)
- ترس، ایمان و آینده (۱۹۸۰)
- آیندهٔ انسان و دین '(۱۹۷۸)